# Bolszoj Szantar
Bolszoj Szantar (ros. Большой Шантар) – główna wyspa archipelagu Wysp Szantarskich na Morzu Ochockim w Rosji. Jej powierzchnia wynosi 1766 km², ma wymiary 72 na 49 km. Po północnej stronie wyspy znajduje się duże słone jezioro Bolszoje, które jest połączone z morzem wąską cieśniną. W południowo-zachodniej części wyspy znajduje się zatoka Jakszyna. 
Administracyjnie wyspa należy do Kraju Chabarowskiego. 

## Historia
Wyspy Szantarskie zostały zbadane przez rosyjskich geodetów w latach 1711-1725. 
Bolszoj Szantar był odwiedzany przez amerykańskie statki wielorybnicze w latach 1852-1907. Polowały one na wale grenlandzkie, zwłaszcza w cieśninach oddzielających Bolszoj Szantar od Ostrowów Fieklistowa i Prokofjewa. Członkowie załogi schodzili także na brzeg, aby pozyskać drewno i wodę oraz polować na niedźwiedzie i lisy. Na wyspie rozbiły się dwa statki wielorybnicze. 18 października 1858 r. bark Rajah (250 ton) z New Bedford rozbił się na północnej stronie wyspy podczas silnej wichury. Kapitan Ansel N. Stewart, pierwszy oficer i 11 innych ludzi zginęło; drugiego oficera i dwunastu innych członków załogi uratował cztery dni później statek Condor (349 ton) z New Bedford. Na wyspie pochowano pięciu mężczyzn, w tym kapitana. Przedmioty z wraku znaleziono na wyspie dopiero w 1865 roku. W dniu 30 sierpnia 1907 r. podczas wichury, na wyspie rozbił się szkuner Carrie and Annie (90 ton) z San Francisco. Załoga utknęła na Bolszym Szantarze do 11 września, kiedy uratował ją rosyjski transportowiec Nitzun. Od tego czasu wyspa, tak jak pozostałe wyspy archipelagu, jest niezamieszkana. 

## Flora i fauna
Wyspę porastają lasy świerkowe. Znajdujące się na niej jezioro Bolszoje zamieszkują ryby z rodziny stynkowatych (gatunki Hypomesus japonicus i H. olidus). Wiosną i latem na wyspie gniazduje bielik olbrzymi i rybitwa aleucka. Prawdopodobnie rozmnaża się tu również morzyk kamczacki. 

## Odniesienia w kulturze popularnej
Wyspa ta jest wymieniona w grze Grand Theft Auto IV jako lokalizacja siedziby fikcyjnego programu peer-to-peer o nazwie Shitster (parodia Napstera).